# Laternaria candelaria
Laternaria candelaria är en insektsart som först beskrevs av Linnt 1758.  Laternaria candelaria ingår i släktet Laternaria och familjen lyktstritar. Inga underarter finns listade i Catalogue of Life.